# Kaijanselkä
Kaijanselkä är en sjö i Finland. Den ligger i Mänttä-Vilppula i landskapet Birkaland, i den södra delen av landet, 220 km norr om huvudstaden Helsingfors. Kaijanselkä ligger 101 meter över havet. I omgivningarna runt Kaijanselkä växer i huvudsak blandskog.